# فرد لازاروس جونيور
فرد لازاروس جونيور (بالإنجليزية: Fred Lazarus, Jr.)‏ هو شخصية أعمال أمريكي، ولد في 29 أكتوبر 1884 في كولومبوس في الولايات المتحدة، وتوفي في 27 مايو 1973 في سينسيناتي في الولايات المتحدة.

## وصلات خارجية
- فرد لازاروس جونيور على موقع الموسوعة البريطانية (الإنجليزية)